# Clifton Pugh
Clifton Ernest Pugh (17 de dezembro de 1924 - 14 de outubro de 1990) foi um artista australiano, vencedor por três vezes do Archibald Prize. Um pintor expressionista, ele era conhecido por suas paisagens, e também pelos retratos.